# Altentreswitz
Altentreswitz ist ein Kirchdorf in der nördlichen Oberpfalz und Gemeindeteil der Stadt Vohenstrauß mit etwa 45 Einwohnern.

## Geographische Lage
Der Ort liegt im Vorderen Oberpfälzer Wald im Tal der Pfreimd, etwa 3 km westlich von Moosbach und 5 km südöstlich von Vohenstrauß. Am südwestlichen Ortsrand mündet der von Braunetsrieth herkommende Michlbach in die Pfreimd. Nördlich von Altentreswitz erhebt sich der 548 m hohe Rohrbühl. Auf der westlichen Seite der Ortschaft befindet sich der Burgstall Altentreswitz. Dort steht die denkmalgeschützte Matthäuskirche.

## Geschichte

### Der Ortsname
Der Ortsname Altentreswitz weist darauf hin, dass das Tal der Pfreimd vor dem 10. Jahrhundert von Slawen besiedelt wurde. Außerdem gibt es einen urkundlichen Beleg aus dem Jahr 905. In diesem wurde bestätigt, dass König Ludwig das Kind eine Hufe an der Luhe an einen Immo verschenkte. Der Vorbesitzer dieses Stückes Land war ein Slawe namens Gruonkin.

### Anfänge bis 17. Jahrhundert
Das Gebiet von Altentreswitz war schon in der Alt- und Mittelsteinzeit besiedelt. Direkt südwestlich an die Ortschaft angrenzend befindet sich eine endpaläolithische und mesolithische Freilandstation mit der Denkmalnummer D-3-6440-0008. Weitere mesolithische Freilandstationen befinden sich nordöstlich (D-3-6440-0059) und südwestlich (D-3-6440-0009) von Altentreswitz.
Im 13. Jahrhundert gehörte Altentreswitz zum Besitz der Brüder Otto, Jordan, Pernold, Martin und Zezerna von Treswitz (auch: Draewitz, Dreswitz). Sie waren Söhne von Bernold von Treswitz, der vor 1256 starb. Pernold der Jüngere wird in einer Urkunde von 1232 als Ministeriale der Grafen von Ortenburg bezeichnet.
Im 14. Jahrhundert gab es in Altentreswitz einen Eisenhammer, der Mitglied der Oberpfälzer Hammereinigung war. 1380 verpflichtete sich Altentreswitz zur Lieferung von einem Halbpfund Schieneisen. 1566 wird hier der Hammermeister Hans Sauerzapf genannt, dessen Vermögen auf 3000 fl geschätzt wird. Der Hammerherr von Altentreswitz verpflichtete sich 1534, das erzeugte Eisen an die Eisenhandelsgesellschaft nach Amberg zu liefern, von der er wiederum das Erz bezog. Im Jahr 1556 fertigte Altentreswitz für 700 Gulden Schienen. Das Firmenzeichen für Altentreswitz, mit dem das Eisen gekennzeichnet wurde, war eine „Hellparte in der Pann“ (Hellebarde in der Pfanne). Aus einem Bericht des Johann German Barbing an den Kurfürst Ferdinand Maria vom 16. Januar 1666 heißt es: „Alten Tretzwitz. Ein Eisen- oder Schinhammer, ungangbar und seit Mansfeldischem Krieg de anno 1621 öd, auch das Hammergebäu(de) ganz weg, und allein die häusliche Wohnung stehend, damit die Felder und Wyßmather genossen werden können. Der Hammer gehört dem einzigen noch ledigen Sohn des verstorbenen Peter Grüner, nämlich dem Hans Seb. Grüner. Bei diesem sind aber nicht die Mittel zum Wiederaufbau des Hammers voHänden. Das ‚Arzt‘ wurde sonst, wie bei den nachfolgenden überhaupt, zu Amberg und Sulzbach genommen.“
Im 16. Jahrhundert gehörte Altentreswitz zur Gemeinde Böhmischbruck im Landkreis Vohenstrauß. Es hatte 16 Anwesen, eine Mühle und ein Hirtenhaus. Zehentrechte hatten das Pflegamt Treswitz und die Pfarrei Böhmischbruck. Die Matthäuskirche befindet sich auf dem Burghügel oberhalb der Ortschaft.
Im 17. Jahrhundert gehörte Altentreswitz zum Marktbann des Wochenmarktes Moosbach und zum Gericht Burgtreswitz.

### 18. Jahrhundert bis Gegenwart
Im 18. Jahrhundert hatte Altentreswitz 15 Anwesen, eine Mühle, ein Schmiedegut, ein Hirtenhaus und die Bartholomäuskapelle. 1782 gehörte Altentreswitz zur Pfarrei Böhmischbruck.
1808 wurde der Steuerdistrikt Altentreswitz gebildet. Zu diesem Steuerdistrikt gehörten neben Altentreswitz selbst noch Böhmischbruck, Kößing, Grünhammer und Wastlmühle.
Mit den Gemeindeedikten von 1808 und 1818 unter Maximilian von Montgelas wurden politische und Ruralgemeinden gebildet. Ursprünglich war beabsichtigt, dass die Gemeindegebiete mit den Steuerdistrikten zusammenfallen, was aber nicht immer gelang. So gab es nach Abschluss der Gemeindebildung 47 Steuerdistrikte aber 90 Ruralgemeinden.
Altentreswitz bildete zusammen mit Grünhammer und Wastlmühle eine Ruralgemeinde.
1830 wurde die selbständige Ruralgemeinde Altentreswitz zusammen mit Grünhammer, Wastlmühle, Kößing und Linglmühle in die Gemeinde Böhmischbruck eingegliedert.

### Einwohnerentwicklung
| Jahr  | Einwohner | Gebäude |
| ----- | --------- | ------- |
| 1871  | 122       | 18      |
| 1885  | 114       | 18      |
| 19001 | 193       | 18      |
| 19251 | 183       | 24      |
| 1950  | 81        | 17      |

| Jahr | Einwohner | Gebäude |
| ---- | --------- | ------- |
| 1961 | 90        | 19      |
| 1970 | 85        | k. A.   |
| 1987 | 60        | 20      |
| 2011 | 45        | k. A.   |

1 In den Volkszählungen von 1900 und 1925, wo die ermittelten Einwohnerzahlen deutlich höher ausfielen, wurden keine Einwohnerzahlen für Grünhammer ermittelt.

## Sehenswürdigkeiten

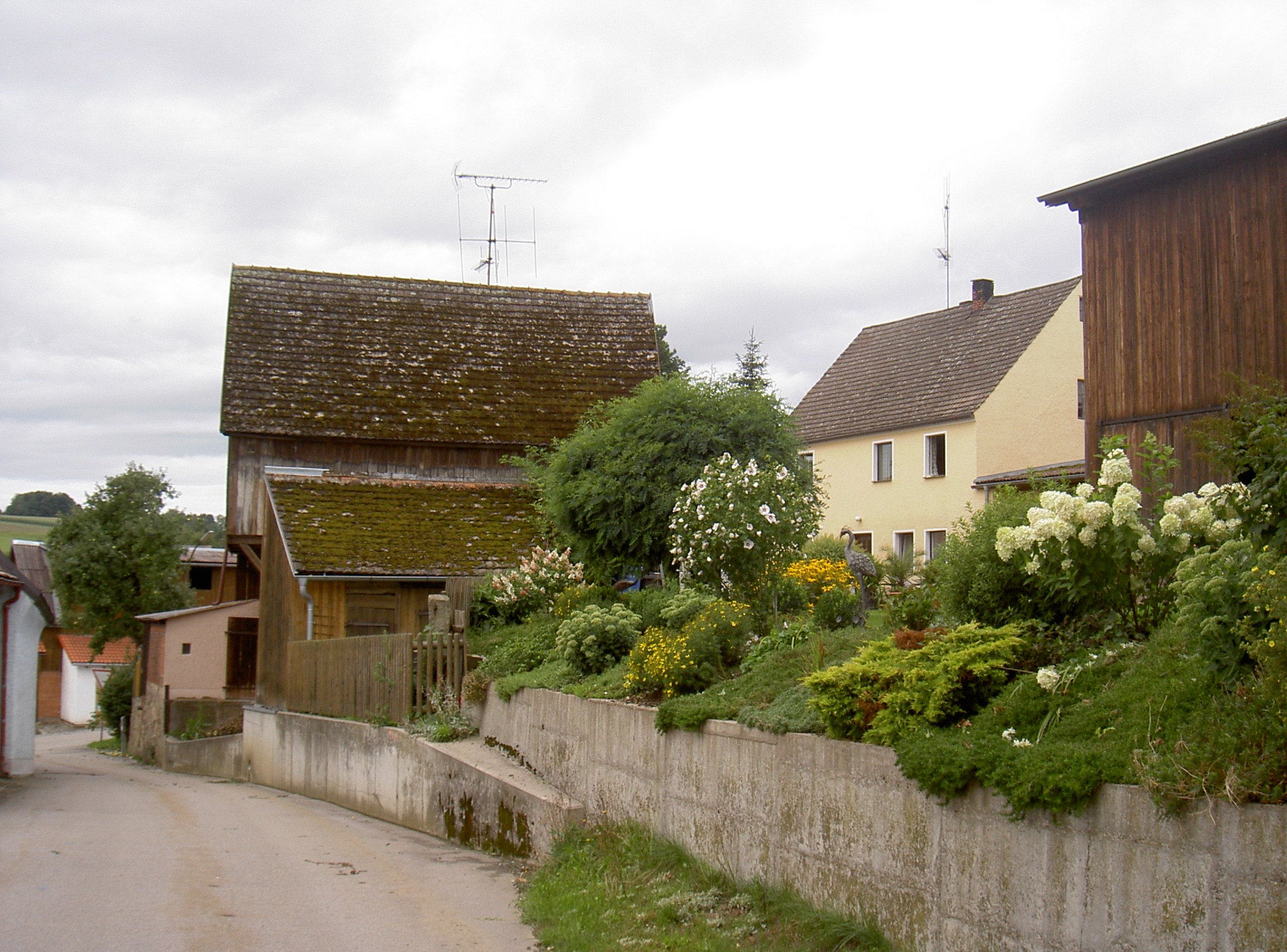
Altentreswitz
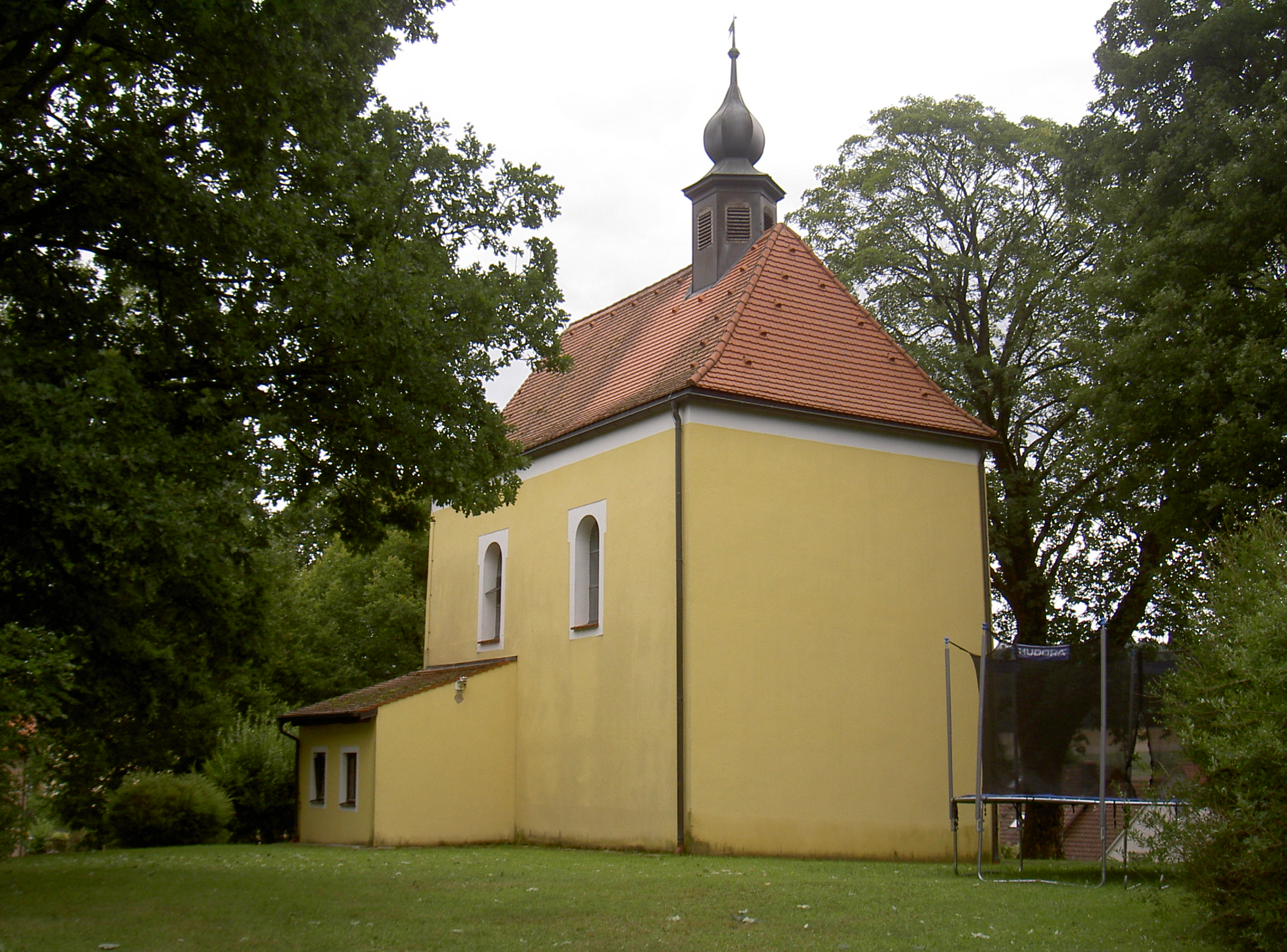
St. Matthäus
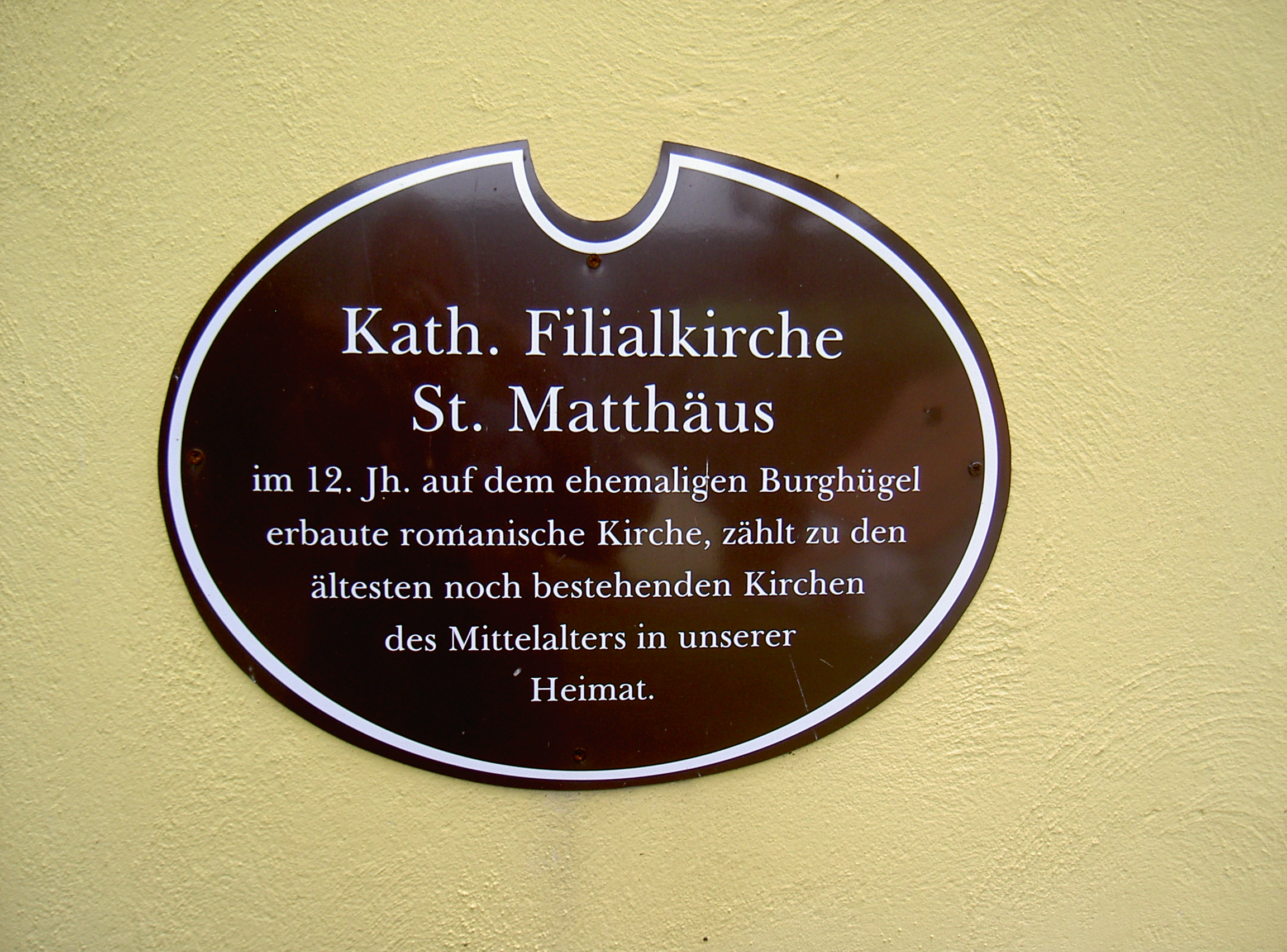
St. Matthäus
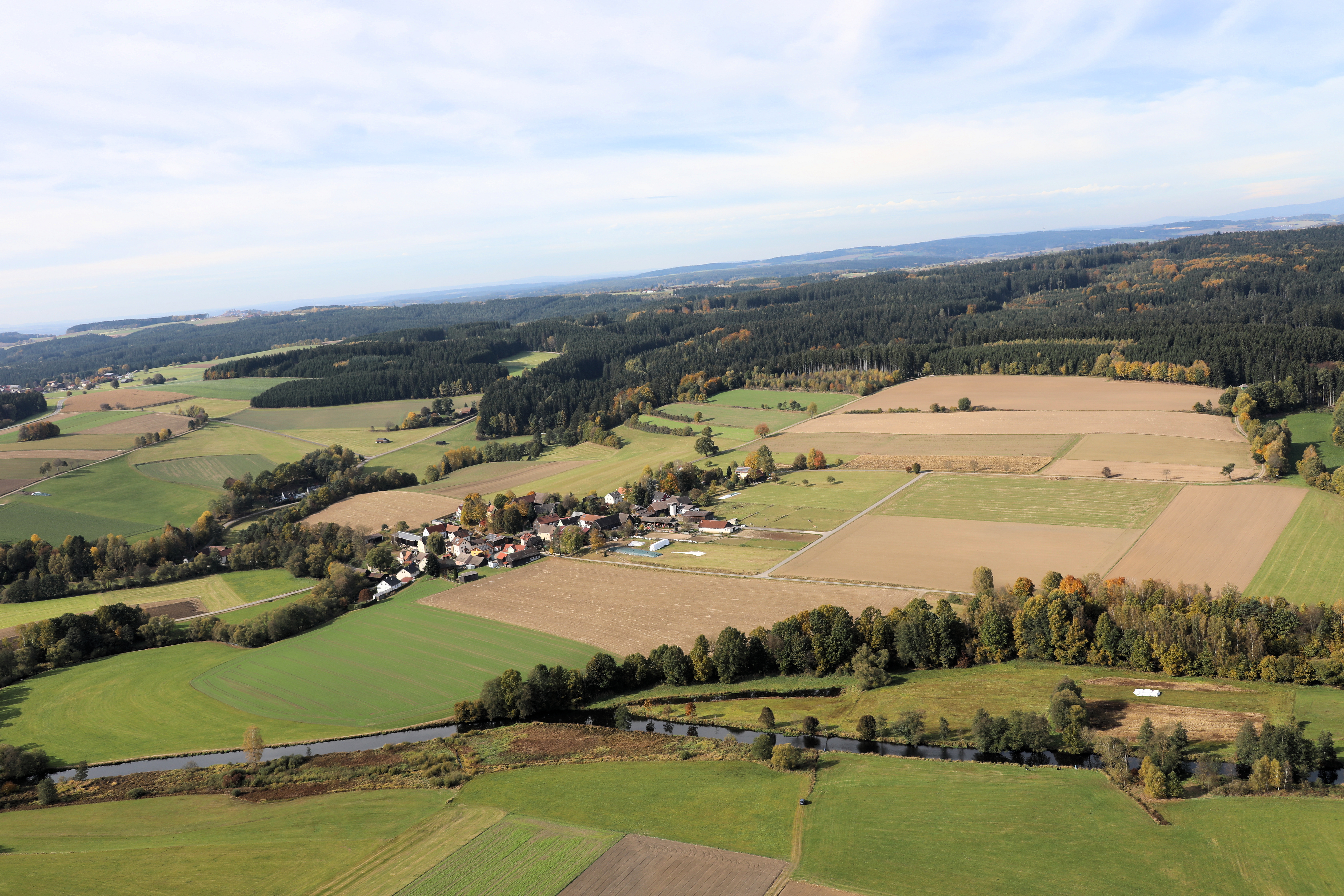
Altentreswitz (2021)